# شوكة قرن الاستشعار

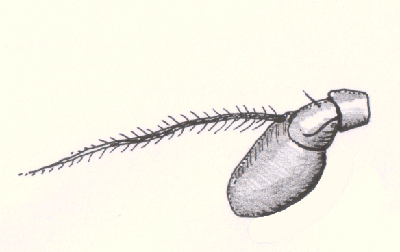
شوكة قرن الاستشعار.

حُسَيْكَة أو شوكة قرن الاستشعار أو سفاة أو أريستا هي شُعيرة خشنة في الحشرات، وهي جُزء من قرن الاستشعار، تتميز أنواع رتيبة قصيرات القرن من رتبة ذوات الجناحين بشوكة قرن الاستشعار. وهي زائدة قرنية التركيب صغيرة دقيقة ذربة منخسية الشكل تكتنف أعضاء بعض الحشرات.